# Philodendron pterotum
Philodendron pterotum är en kallaväxtart som beskrevs av Karl Heinrich Koch och Augustin. Philodendron pterotum ingår i släktet Philodendron och familjen kallaväxter. Inga underarter finns listade.